# Coppa Continentale 2009-2010 (hockey su pista)
La Coppa Continentale 2009-2010 è stata la 29ª edizione (la dodicesima con la denominazione Coppa Continentale) dell'omonima competizione europea di hockey su pista. Alla manifestazione hanno partecipato gli spagnoli del Reus Deportiu, vincitori dell'Eurolega 2008-2009, e i connazionali del Mataró, vincitori della Coppa CERS 2008-2009. 
A conquistare il trofeo è stato il Reus Deportiu al primo successo nella sua storia.

## Squadre partecipanti
| Club          | Qualificazione             | Partecipazioni precedenti (il grassetto indica la vittoria) |
| ------------- | -------------------------- | ----------------------------------------------------------- |
| Reus Deportiu | Detentore dell'Eurolega    | 1984-1985, 2003-2004, 2004-2005                             |
| Mataró        | Detentore della Coppa CERS | Esordiente                                                  |

## Risultati
| Arbitri: | A. Sanchez O. Munuera |

|                                                          |           |              |
| Garcia 11' M. Bertolucci 19' Molet 38' A. Bertolucci 48' | Marcatori | 34' Florenza |